# 中山士朗
中山士朗（なかやま しろう、1930年11月22日-2022年10月12日 ）は、日本の作家。

## 人物・来歴
広島市生まれ。広島県立広島第一中学校在学中に被爆。早稲田大学文学部ロシア文学科卒業。1993年の『原爆亭折ふし』で日本エッセイスト・クラブ賞受賞。

## 著書
- 『死の影』南北社, 1968
- 『消霧燈 中山士朗短編集』三交社, 1974
- 『宇品桟橋 短編集』三交社, 1978.1
- 『天の羊 被爆死した南方特別留学生』三交社, 1982.5
- 『原爆亭折ふし』西田書店, 1993.5
- 『私の広島地図』西田書店, 1998.11
- 『青き淵から-中山士朗エッセイ集』西田書店, 2022/1/6

### 共著
- 『関千枝子中山士朗ヒロシマ往復書簡』全3集 西田書店, 2015-17
- 『ヒロシマ対話随想 2016-2018』関千枝子共著. 西田書店, 2019.5